# 勞紹科
勞紹科（1502年—？年），字獻伯，號東泉，廣東廣州府番禺縣人，明朝政治人物。

## 生平
戊子廣東乡试第三十五名举人，嘉靖十一年（1532年）壬辰科会试第一百四十七名，第三甲第一百十八名進士。觀戶部政，授宁国知县，陞南京戶部主事、員外郎、郎中，嘉靖二十三年（1544年）正月，升廣西按察司僉事，調四川僉事。

## 家族
曾祖勞秉貴，祖勞金悌，父勞琮，母陳氏。弟紹學，子汝記；汝諭；汝諄。

## 著作
- 《天寿山谒陵》[3]

天寿凌空紫气森，九陵宫殿倚苍岑。
银山北望烟霞迥，玉带东来翠黛深。
复道日晴香篆袅，寝园风起柏摇阴。
鼎湖龙去云犹在，长护瑶台万树林。